# Kulerzów
Kulerzów – wieś w Polsce położona w województwie małopolskim, w powiecie krakowskim, w gminie Mogilany.
Wieś położona w końcu XVI wieku w powiecie szczyrzyckim województwa krakowskiego była własnością klasztoru norbertanek na Zwierzyńcu w Krakowie. W latach 1975–1998 miejscowość administracyjnie należała do województwa krakowskiego.
Wcześniejsza nazwa miejscowości to Kuleszów.
Wieś Kulerzów jest położona na południowym stoku zachodniej odnogi Mogilańskiej Góry, opadającej ku Dolinie Skawinki w Radziszowie. Najbliżej rozpościerają się wzniesienia Lasu Bronaczowa.
W miejscowości dominuje zabudowa niska, skupiona, złożona głównie z jedno i dwukondygnacyjnych domów mieszkalnych. Na całym obszarze miejscowości przeważa układ zagrodowy z dużą ilością zieleni i ogrodów przydomowych. Układ urbanistyczny koncentruje się wzdłuż mniejszych ciągów komunikacyjnych. Przez miejscowość przechodzi droga powiatowa nr K2173 jako północna granica Kulerzowa z Chorowicami. Droga powiatowa prowadzi od Zakopianki przez Mogilany, Kulerzów, Chorowice, Buków do Skawiny.